# Gorges du Trient
Les gorges du Trient sont des gorges situées entre les communes de Salvan, Vernayaz et Martigny, sur le cours du Trient, dans le canton du Valais, en Suisse.

## Géographie

### Situation

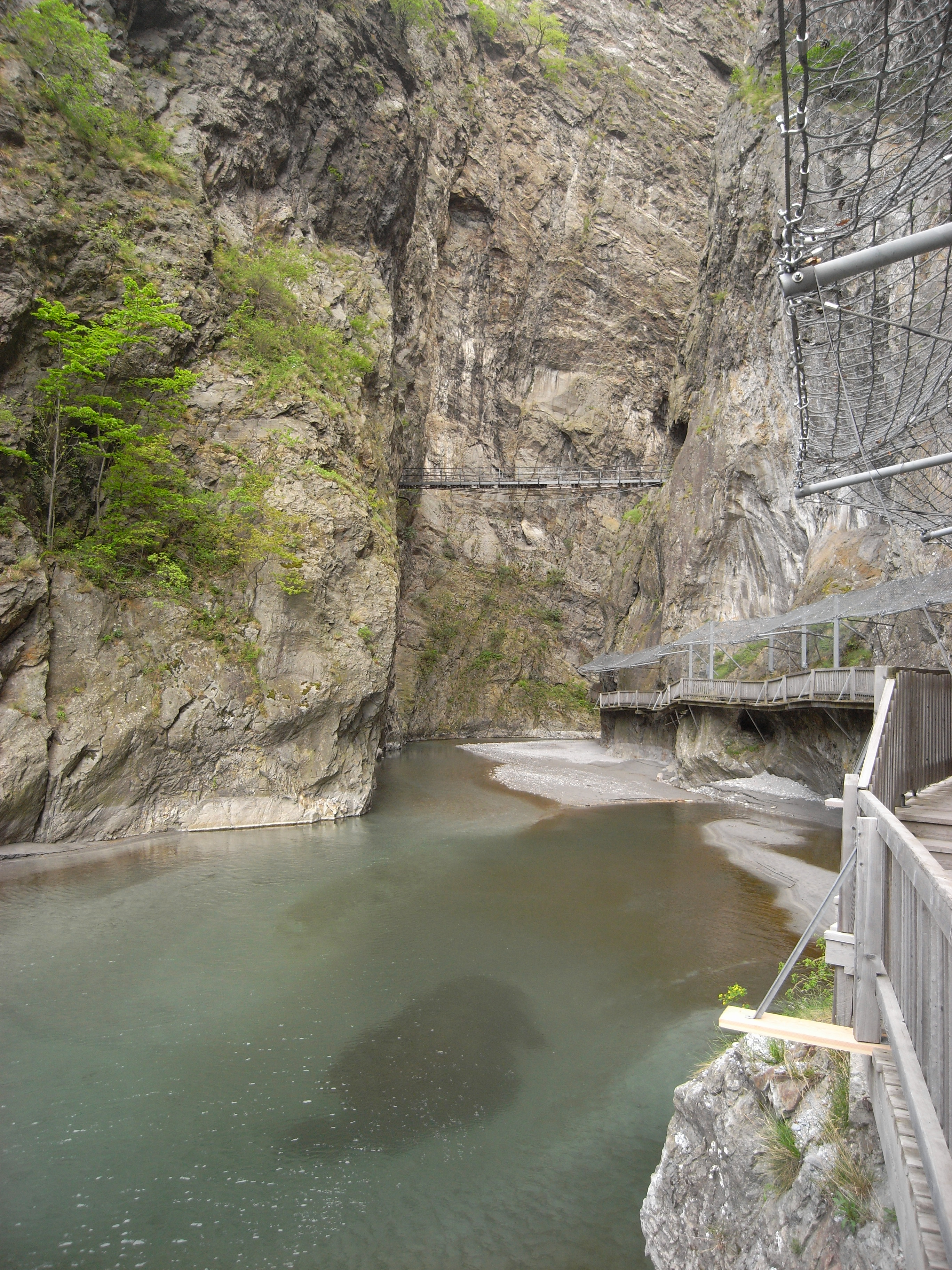
L'entrée des gorges.

Les gorges, longues de 2 000 mètres, se situent dans l'ouest du canton du Valais, à une altitude variant de 1 122 à 459 mètres, sur une superficie de 0,72 km2.

### Géologie

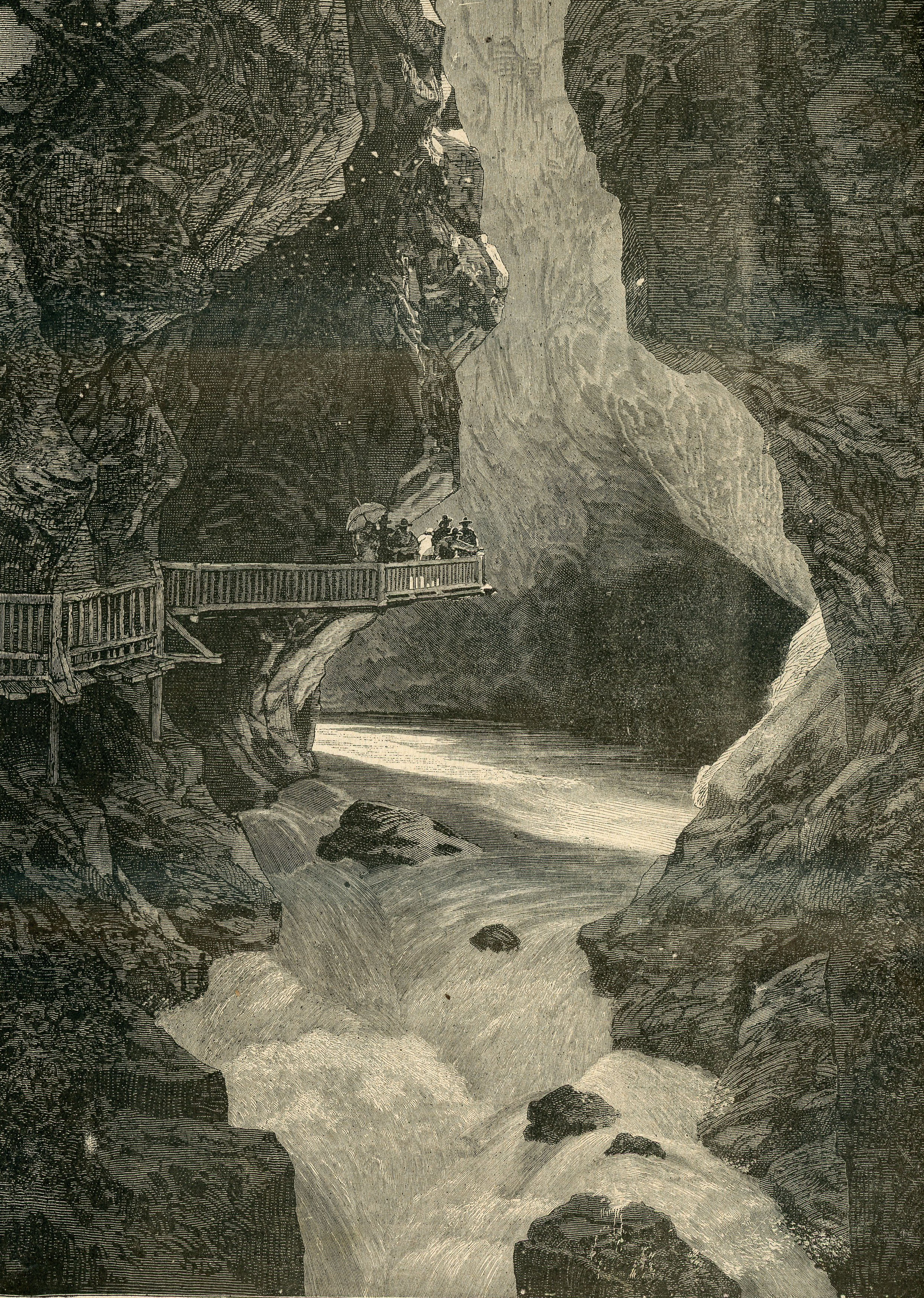
Vue générale des gorges (1884).

Les gorges du Trient sont principalement constituées de dépôts morainiques, d'amphibolite et d'un peu de calcaire du Quaternaire, de couches de schiste du Carbonifère, ainsi que de quelques niveaux d'alluvions et d'éboulis provenant de massifs cristallins externes.

## Activités

### Randonnée
Un chemin balisé, accessible à tout âge, longe les gorges de la commune de Salvan à la chute de la Pissevache, surplombant la vallée du Rhône. Deux ponts se trouvent le long de la randonnée qui dure une vingtaine de minutes. 